# جبل اسود (حبيش)

تعديل مصدري - تعديل

جبل اسود محلة تابعة لقرية الضباري، التابعة لعزلة جبل خضراء بمديرية حبيش إحدى مديريات محافظة إب في الجمهورية اليمنية، بلغ تعداد سكانها 41 حسب تعداد اليمن لعام 2004.